# 林未紗
林 未紗（はやし みさ、2001年4月1日 - ）は、日本の女子バスケットボール選手である。ポジションはスモールフォワード。Wリーグの日立ハイテク クーガーズ所属。

## 来歴
福井県出身。
足羽高校でインターハイ、ウインターカップ、国体に出場。U16アジアカップで準優勝を経験し、U17ワールドカップにも出場。
高校卒業後は筑波大学に進学。
2023年1月、日立ハイテク クーガーズにアーリーエントリーとして加入。

## 日本代表歴
- 2017年 U16アジアカップ
- 2018年 U17ワールドカップ